# 尼罗螳属
尼罗螳属（学名：Nilomantis）是矮螳科的一属。

## 下属物种
本属包括以下物种：
- Nilomantis edmundsi Roy & Leston, 1975
- Nilomantis floweri Werner, 1907